# ویل ون کرالینگن
ویل ون کرالینگن (انگلیسی: Will van Kralingen; ۱ اکتبر ۱۹۵۱ – ۹ نوامبر ۲۰۱۲) بازیگر و بازیگر سینما اهل پادشاهی هلند بود. وی در سال ۲۰۰۷ برندهٔ جایزه گوساله طلایی شد.